# Rolf Thiele
Rolf Thiele (* 7. März 1915 in Prödlitz, Böhmen; † 9. Oktober 1994 in München) war ein deutscher Filmregisseur, Drehbuchautor und Filmproduzent.

## Leben

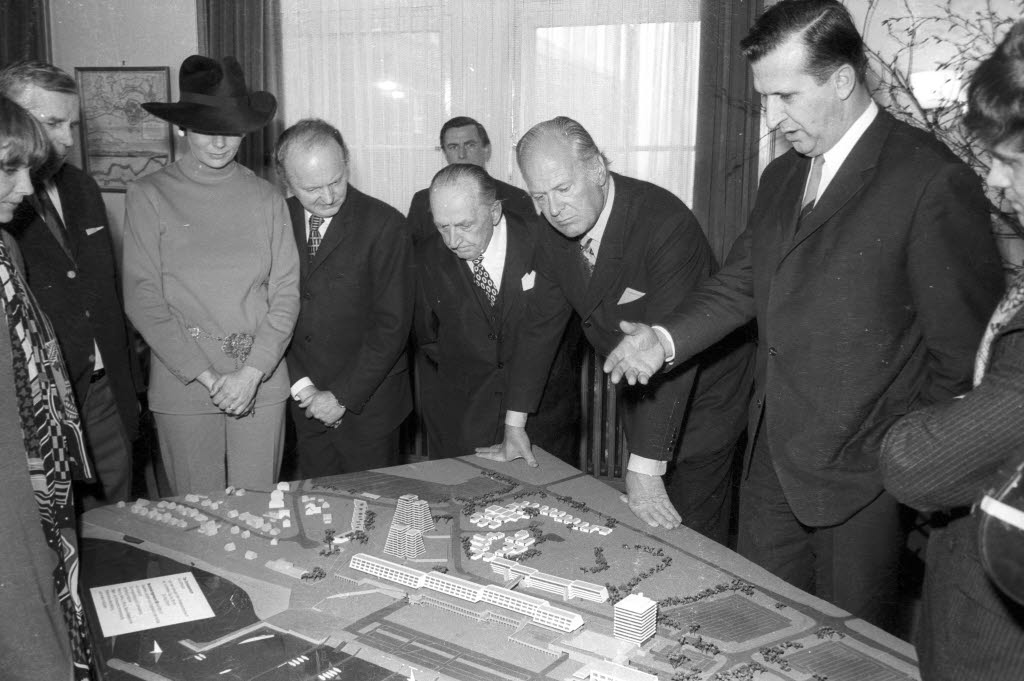
Empfang beim Kieler OB am Tag der Premiere von Ohrfeigen

Rolf Thiele studierte in Berlin und Prag Philosophie sowie in Göttingen Soziologie. Zum 1. November 1938 wurde er unter der Mitgliedsnummer 6.602.394 in die NSDAP aufgenommen. Mit Hans Abich gründete er 1946 die Filmaufbau Göttingen, eine Produktionsgesellschaft, die 1948 den ersten Film, Liebe 47, fertigstellte.
Ab 1951 inszenierte er selbst und schrieb auch häufig an den Drehbüchern zu seinen Filmen mit. 1951 führte er seine erste Regie in dem Filmdrama Primanerinnen, in dem Ingrid Andree und Walter Giller ihre erste Hauptrolle in einem Kinofilm hatten.
Er widmete sich mit Vorliebe humorvoll-satirischen Themen, in die er lange vor der sogenannten Sexwelle erotische Aspekte einfließen ließ. Stilbildend war seine Zusammenarbeit mit der Schauspielerin Nadja Tiller, mit der er elf Filme mit ihr in der Hauptrolle drehte, darunter die Kassenschlager Das Mädchen Rosemarie und Lulu.
Als weitere Höhepunkte seines Schaffens gelten die Dürrenmatt-Verfilmung Grieche sucht Griechin (mit Heinz Rühmann, Irina Demick, Hanne Wieder und Charles Regnier), die satirische Komödie Die Ente klingelt um halb acht (mit Heinz Rühmann und Hertha Feiler) und die Sex-Satire Frisch, fromm, fröhlich, frei (mit Monika Berg und Horst Frank) sowie Die Halbzarte mit Romy Schneider und Magda Schneider.
Im Jahr 1963 erhielt er den Ernst-Lubitsch-Preis vom Club der Filmjournalisten in Berlin.
Mit seinem letzten, politisch kritischen Werk als Regisseur, Rosemaries Tochter, versuchte er an den Filmerfolg von Das Mädchen Rosemarie anzuknüpfen. Er arbeitete mit der Agentur Jäger im oberbayerischen Starnberg zusammen.
Seine Grabstätte befindet sich auf dem Münchner Ostfriedhof.

## Filmografie
- 1949: Liebe 47 (Produktion)
- 1950: Es kommt ein Tag (Buch)
- 1951: Primanerinnen (Regie, Buch, Produktion)
- 1952: Der Tag vor der Hochzeit (Regie, Buch)
- 1953: Geliebtes Leben (Regie, Buch)
- 1954: Sie (Regie, Buch)
- 1955: Die Barrings (Regie, Buch)
- 1955: Ingrid – Die Geschichte eines Fotomodells (Produzent mit Hans Abich)
- 1955: Mamitschka (Regie, Buch)
- 1956: Friederike von Barring (Regie, Buch)
- 1956: Nacht der Entscheidung (Produktion)
- 1956: Ohne Dich wird es Nacht (Produzent mit Hans Abich)
- 1957: El Hakim (Regie)
- 1957: Der tolle Bomberg (Regie)
- 1957: Skandal in Ischl (Regie)
- 1958: Die Halbzarte (Regie)
- 1958: Das Mädchen Rosemarie (Regie, Buch)
- 1959: Labyrinth (Regie, Buch)
- 1959: Der Mann, der sich verkaufte (Produzent mit Hans Abich)
- 1960: Der liebe Augustin (Regie)
- 1960: Auf Engel schießt man nicht (Regie, Buch)
- 1960: Die Botschafterin (Buch)
- 1960: Sturm im Wasserglas (Produzent mit Hans Abich)
- 1961: Man nennt es Amore (Regie, Buch)
- 1962: Lulu (Regie, Buch)
- 1962: Das schwarz-weiß-rote Himmelbett (Regie)
- 1963: Venusberg (Regie, Buch)
- 1963: Moral 63 (Regie, Buch)
- 1964: Tonio Kröger (Regie)
- 1964: DM-Killer (Regie, Buch)
- 1964: Wälsungenblut (Regie) nach der Novelle von Thomas Mann
- 1965: Opernliebe (Regie)
- 1965: Das Liebeskarussell (Co-Regie)
- 1965: Die Herren (Co-Regie)
- 1966: Grieche sucht Griechin (Regie)
- 1967: Der Tod eines Doppelgängers (Regie, Buch)
- 1967: Der Lügner und die Nonne (Regie)
- 1967: Der Paukenspieler (Regie einer Episode)
- 1968: Die Ente klingelt um halb acht (Regie)
- 1968: Komm nur, mein liebstes Vögelein … (Regie, Buch)
- 1969: Grimms Märchen von lüsternen Pärchen (Regie, Buch)
- 1970: Komm nach Wien, ich zeig dir was! (Regie)
- 1970: Ohrfeigen (Regie)
- 1970: Der scharfe Heinrich (Regie)
- 1970: Frisch, fromm, fröhlich, frei (Regie, Buch)
- 1971: Rosy und der Herr aus Bonn (Regie)
- 1972: Gelobt sei, was hart macht (Regie, Buch)
- 1972: Versuchung im Sommerwind (Regie)
- 1974: Undine 74 (Regie)
- 1975/77: Frauenstation (Regie)
- 1976: Rosemaries Tochter (Regie)
- 1978: Schöner Gigolo, armer Gigolo (Produktion)